# Плезент Вју (Тенеси)
Плезент Вју (енгл. Pleasant View) град је у америчкој савезној држави Тенеси.

## Демографија
По попису из 2010. године број становника је 4.149, што је 1.215 (41,4%) становника више него 2000. године.
| Група             | 2000.         | 2010.         |
| Белци             | 2.862 (97,5%) | 3.948 (95,2%) |
| Афроамериканци    | 12 (0,4%)     | 39 (0,9%)     |
| Азијати           | 3 (0,1%)      | 33 (0,8%)     |
| Хиспаноамериканци | 23 (0,8%)     | 80 (1,9%)     |
| Укупно            | 2.934         | 4.149         |